# 西山俊彦
西山 俊彦（にしやま としひこ、1935年 - ）は、日本のカトリック司祭。

## 来歴
酒田市に生まれる。上智大学を中退し、ローマに留学する。1961年に司祭として叙階される。ウルバノ大学哲学修士、セントルイス大学Ph.D、京都大学教育学博士。英知大学で教鞭をとる。
1932年からの上智大生靖国神社参拝拒否事件を受けて、1936年に出された聖省訓令、「祖国に対する信者のつとめ」の取り消しを求めている。

## 著書
- 『宗教的パーソナリティーの心理学的研究』大明堂
- 『カトリック教会の戦争責任』サンパウロ ISBN 4805614935. 2000
- 『カトリック教会と沖縄戦-平和への決意』の実行を祈りつつ』サンパウロ ISBN 4805614943. 2001
- 『カトリック教会と奴隷貿易』サンパウロ ISBN 4805615095. 2005
- 『靖国合祀取消し訴訟の中間報告-信教の自由の回復を求めて』ISBN 4805687126. サンパウロ 2006
  - 『キリスト教はどんな救いを約束しているのか 愛の福音が真価を発揮するための一石』　ISBN-10 : 4286177513　ISBN-13 : 978-4286177519　文芸社　2017

共著
- 『一極覇権主義とキリスト教の役割』山内継祐著、平林 敦史著 フリープレス ISBN 4434031716. 2003